# Comandament (tecla)

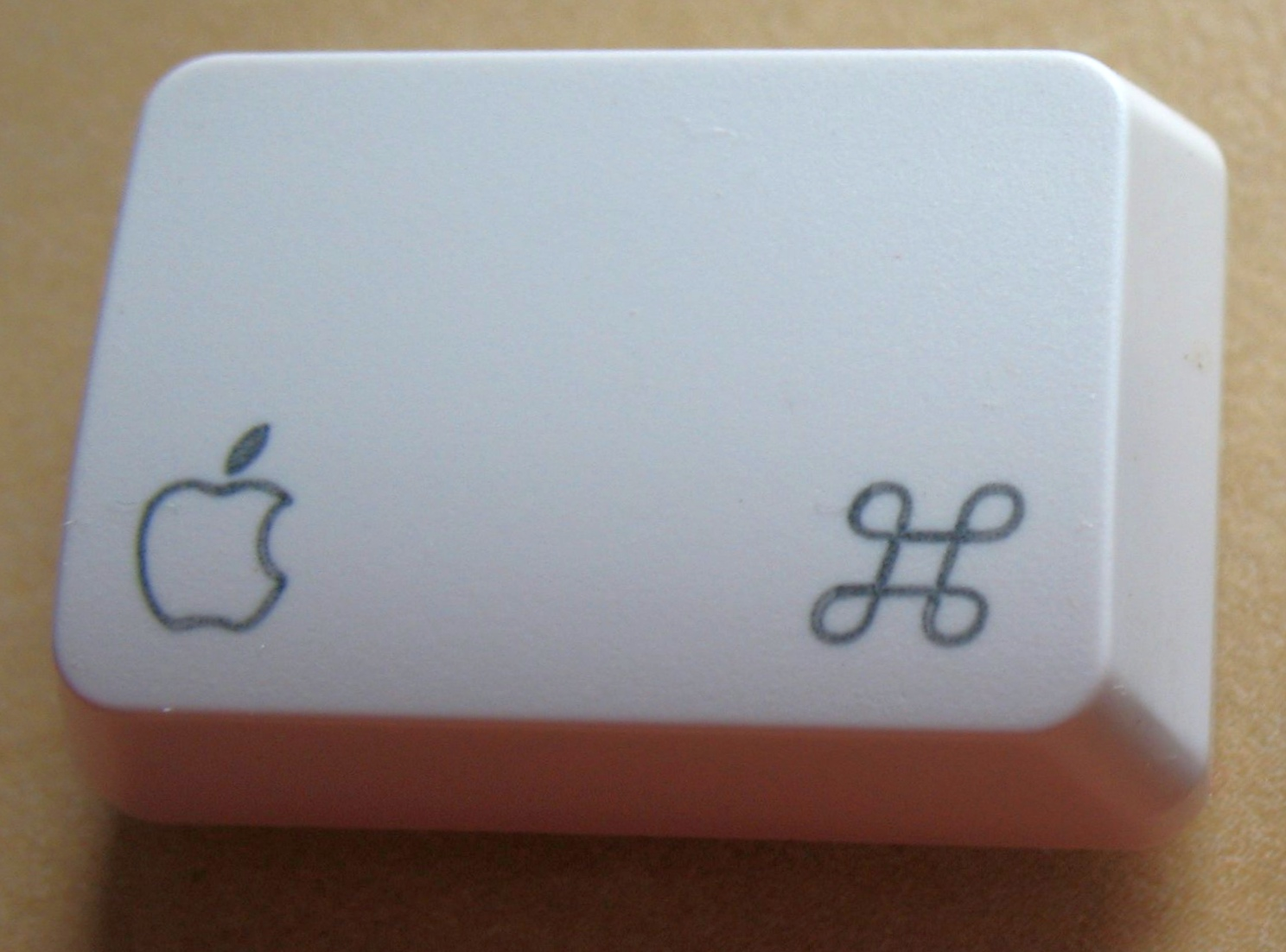
Tecla de Comandamentment.

Icona de la tecla Comandament.

La Tecla Comandament, ⌘, també anomenada tecla Apple, tecla poma, pometa, ordre o command, és una tecla de combinació utilitzada en els ordinadors Macintosh. Aquesta tecla realitza la mateixa funció que tecles com Ctrl en PC. Com a norma general la funció d'aquesta tecla és accedir a tecles de funcions comunes en el sistema operatiu o en agents d'usuari. En el sistema operatiu Macintosh ve a reemplaçar a la famosa tecla Windows que s'utilitza en els teclats dissenyats per a aquest sistema operatiu.